# Die geheimnisvolle Insel (1961)
Die geheimnisvolle Insel (englischer Originaltitel: Mysterious Island) ist ein 1961 erschienener Kinofilm aus dem Jahr 1960. Wie einige andere vorausgehende Verfilmungen beruht der Science-Fiction-Film auf dem Roman L’Île mystérieuse (1874) von Jules Verne und entstand unter der Regie von Cyrol „Cy“ Endfield. Die Trickaufnahmen stammen von dem Stop-Motion-Experten Ray Harryhausen.

## Handlung
Während des Amerikanischen Bürgerkrieges fliehen die Unionssoldaten Captain Cyrus Harding, Herbert Brown, der Kriegsberichterstatter Gideon Spilitt und Corporal Neb Nugent mit einem gekaperten Gasballon aus der Gefangenschaft in einem Südstaat-Gefängnis. Dabei wird Sergeant Pencroft von der konföderierten Armee zum unfreiwilligen Passagier. Nach einer langen Fahrt reißt die Ballonhülle, nur knapp können sich Brown, Spilett, Nugent und Pencroft auf eine Insel retten. Kurz darauf entdecken sie auch den tot geglaubten Capt. Harding. Niemand weiß jedoch, wer ihn gerettet hat.
Die Gruppe beschließt, die Insel zu erkunden. Dabei werden sie von einer Riesenkrabbe angegriffen. Als das riesige Tier Nugent ergreift, wird es von den anderen getötet. Nugent kann fast unverletzt befreit werden.
Nachdem sie eine Weile auf der einsamen Insel gelebt haben, stranden Lady Mary Fairchild (bzw. Marquesa Maria Labrino) und ihre Nichte Elena, die einen Schiffsuntergang überlebten, ebenfalls auf der Insel. Die Männer freunden sich bald mit den Frauen an. Gemeinsam wollen sie ein Boot bauen, um die Insel zu verlassen. Nachdem sie eine Weile mit selbstgebauten Werkzeugen gearbeitet haben, entdeckt Nugent am Strand eine Kiste mit wertvollen Inhalten. Später stellt sich heraus, dass die Kiste von der Nautilus stammt. Da aber die Nautilus angeblich schon lange gesunken sein soll, ist sich die Gruppe über die Herkunft nicht ganz sicher.
Eine Weile später werden Spilett und die Frauen von einem riesigen Vogel angegriffen. Sie werden von dem rechtzeitig auftauchenden Brown gerettet, bevor die ohnmächtige Elena gefressen werden kann. Es stellt sich dann heraus, dass nicht Brown den Vogel mit seinem Messer tötete, sondern dass ihn ein Fremder von Weitem erschoss.
Ihre Rettung scheint in Sicht, als das Boot endlich fertig ist, doch dann werden sie von Piraten angegriffen. Gleichzeitig wehren Brown und Elena den Angriff einer Riesenbiene ab. Sie müssen fliehen und entdecken dabei in einer unterirdischen Grotte das dort verankerte U-Boot Nautilus. Für die anderen scheint es kein Entkommen zu geben, da die Piraten sie mit Kanonen beschießen. Doch dann explodiert unerwartet ein Teil des Piratenschiffes, welches daraufhin sinkt. Schließlich taucht Kapitän Nemo mit der Nautilus auf und gibt sich zu erkennen. Es stellt sich heraus, dass Nemo es war, der Harding rettete und den Vogel tötete. Nemo erklärt ihnen auch, dass er die Riesentiere auf der Insel gezüchtet hat, um die Welt vom Hunger zu befreien.
Zu ihrem Schrecken erklärt Nemo außerdem, dass der Inselvulkan bald ausbrechen wird. Deshalb versuchen sie das gesunkene Piratenschiff zu heben, um damit aus der Höhle zu entkommen. Dabei werden sie von einer gigantischen Krake angegriffen. Der Vulkan scheint früher auszubrechen, doch die Gestrandeten geben nicht auf. Es gelingt ihnen, das Schiff zu heben und damit die Insel zu verlassen. Nemo schafft es nicht, aus der einstürzenden Höhle zu entkommen und stirbt in der unter den Lavamassen vernichteten Nautilus.

## Unterschiede zum Roman
Der Film beruht auf Jules Vernes gleichnamigen Roman. Wie fast alle Romanverfilmungen unterscheidet er sich in manchen Teilen. So zum Beispiel wird die Insel, auf der die Charaktere gelandet sind, nicht Lincoln genannt. Der Hund Top und der Schiffbrüchige Ayrton tauchen im Film nicht auf, ebenso wie die Insel Tabor. Mary Fairchild und ihre Nichte Elena tauchen dafür nur im Film auf. Cyrus Smith wurde zu Harding und Neb ist auch nicht sein Diener.

## Spezialeffekte
- Ray Harryhausen war für die Spezialeffekte verantwortlich.
- Die Riesenkrabbe war nicht so wie die anderen animierten Tiere von Harryhausen. Für die Animation benutzte er Schalen einer echten Krabbe.

## Sonstiges
- Der Vogel im Film soll den prähistorischen Vogel Phorusrhacos darstellen.
- Im Film gab es ursprünglich eine Szene, in der der Darsteller Nigel Green eine Person namens Tom Ayerton spielt. Die Szene wurde allerdings herausgeschnitten. Diese Person sollte den stummen Schiffbrüchigen bzw. von Piraten auf der Insel ausgesetzten Ayrton darstellen.
- Spilett erwähnt, die „Nautilus“ sei vor acht Jahren gesunken. Die Angaben bei Verne sind widersprüchlich, aber tatsächlich waren knapp acht Jahre vergangen, seit Disneys „20.000 Meilen unter dem Meer“ entstand.
- Als der Phorusrhacos die Klaue auf die am Boden liegende Elena setzt, gibt sie einen kurzen Schrei von sich. Sie ist aber gerade in Ohnmacht gefallen und rührt sich auch für weitere Sekunden nicht, hier kann also etwas nicht stimmen. Da der Schrei auf dem Geräuschband verankert ist, tritt der Fehler auch in den Synchronfassungen auf.

## Uraufführungen
- USA: im August 1961
- Deutschland: 22. Dezember 1961[1]

## Kritiken
Das Lexikon des internationalen Films schrieb: „Naiv, aber vor allen Dingen durch die fantastischen Trickaufnahmen von Ray Harryhausen unterhaltsam.“